# Chave (Arouca)
Chave es una freguesia portuguesa del concelho de Arouca, con 10,76 km² de superficie y 1414 habitantes (2001). Su densidad de población es de 131,4 hab/km².